# Dumkibas
Dumkibas – gaun wikas samiti w zachodniej części Nepalu w strefie Lumbini w dystrykcie Nawalparasi. Według nepalskiego spisu powszechnego z 2001 roku liczył on 1759 gospodarstw domowych i 9519 mieszkańców (4994 kobiet i 4525 mężczyzn).